# Njurcancer
Njurcancer är cancer som utgår från njuren.  Njurcellscarcinom är den vanligaste varianten, vilken i sin tur kan undergrupperas såsom exempelvis klarcellscarcinom och papillärt carcinom. Dessa njurceller kan också drabbas av sarcom, vilket är mycket mera ovanligt. Övergångsepitelcancer i njuren är också mycket ovanligt. Njurcancer hos barn under fem år beror oftast på Wilms tumör.
Andelen fall av njurcancer tycks öka, men det kan också bero på förbättrad diagnosticering.
Symtom på njurcancer är blod i urinen (hematuri), knölar i området vid njurarna, och allmänna sjukdomstecken som trötthet, viktminskning, feber som kommer och går, ryggsmärta, med mera, symtom som kan ha flera andra orsaker än cancer. Vidare finns ett samband med högt blodtryck och blodbrist.
Riskfaktorer för att utveckla njurcancer innefattar hög ålder, rökning, fetma, högt blodtryck, behandling mot njursvikt, och att vara ärftligt predisponerad för en viss cancertyp (gäller i synnerhet papillärt carcinom).
Diagnos ställs med biopsi och olika bildprogram såsom datortomografi och ultraljud.
Behandling mot icke spridd sjukdom innefattar kirurgi (nefrektomi eller att bara ta bort tumören).. Vid spridd (metastaserad) sjukdom består den medicinska behandlingen av immunterapi, målinriktad behandling, strålbehandling samt en kombination av ovanstående. Valet av behandling är beroende av riskgrupperingen enligt IMDC (International Metastatic RCC Database Consortium) och dess prognostiska riskfaktorer.